# 阿列克谢·亚基缅科
阿列克谢·安德烈耶维奇·亚基缅科（俄语：Алексей Андреевич Якименко，1983年10月31日—），俄罗斯男子击剑运动员。他曾获得世界击剑锦标赛男子佩剑个人冠军。他也参加了2004年、2008年、2012年和2016年四届夏季奥运会，其中2004年奥运会收获男子佩剑团体的铜牌。